# Hankonjoog, Karwar
Hankonjoog là một làng thuộc tehsil Karwar, huyện Uttara Kannada, bang Karnataka, Ấn Độ.